# فيك بارنهارت
فيك بارنهارت (بالإنجليزية: Vic Barnhart)‏ هو لاعب كرة قاعدة أمريكي، ولد في 1 سبتمبر 1921 في هاجرستاون في الولايات المتحدة، وتوفي في 13 أبريل 2017.

## وصلات خارجية
- فيك بارنهارت على موقعبيزبول رفرنس.كوم (الدوري الرئيسي) (الإنجليزية)
- فيك بارنهارت على موقعبيزبول رفرنس.كوم (الدوري الثانوي) (الإنجليزية)
- فيك بارنهارت على موقع إي إس بي إن.كوم (أم.أل.بي) (الإنجليزية)